# Ritratto di Juan de Córdoba
Ritratto  di Juan de Córdoba  è un dipinto a olio su tela (67x50 cm) realizzato nel 1650 dal pittore Diego Velázquez. È conservato nei Musei Capitolini di Roma.